# Ina Bleiweiß
Ina Bleiweiß (* 28. März 1968 in Halle (Saale)) ist eine deutsche Schauspielerin, Schauspiel-Disponentin und Heilpraktikerin.

## Leben und Wirken
Sie ist die Tochter der Schauspielerin Monika Woytowicz und des Regisseurs Celino Bleiweiß.
Bleiweiß übernahm bereits als Kind kleinere Rollen in DEFA-Filmproduktionen unter der Regie ihres Vaters, so zum Beispiel in der Literaturverfilmung Aus dem Leben eines Taugenichts (1973) nach einer Novelle von Joseph von Eichendorff, in dem Filmdrama Absage an Viktoria (1977) und in dem DEFA-Film  Zauber um Zinnober (1983), einer Verfilmung des Kunstmärchens von E. T. A. Hoffmann. Von 1985 bis 1995 (Folge 1–521) verkörperte Ina Bleiweiß die Rolle der Marion Beimer in der Serie Lindenstraße, bevor ihre Figur im Jahr 2001 mit Ulrike C. Tscharre neu besetzt wurde. Ihre Mutter Monika Woytowicz wirkte von 1985 bis 1987 ebenfalls in der Serie mit, sie war als tragische Figur Henny Schildknecht besetzt. Bleiweiß war auch in weiteren Fernsehserien zu sehen, so beispielsweise in der Krankenhausserie In aller Freundschaft oder der Familienserie Der Bergdoktor.
Nachdem Bleiweiß als Schauspiel-Disponentin am Münchner Prinzregententheater tätig war, leitet sie derzeit das Veranstaltungsbüro des Fastfood Theaters München.
Außerdem ist Bleiweiß in München als staatlich geprüfte Heilpraktikerin im Bereich der Psychotherapie tätig. Sie ist Inhaberin einer Praxis für systemische Paartherapie.

## Filmografie
- 1973: Aus dem Leben eines Taugenichts
- 1977: Absage an Viktoria
- 1983: Zauber um Zinnober
- 1985–1995: Lindenstraße (Fernsehserie)
- 1990: Die Beimers
- 1997: Der Bergdoktor (Fernsehserie, 1 Folge)
- 2001: In aller Freundschaft (Fernsehserie, 1 Folge)
- 2014: Das geschenkte Leben

## Hörspiele
- 1997: Irmgard Keun: Gilgi, eine von uns (Gilgi) – Regie: Barbara Plensat (Hörspiel – NDR)